# نجم الدين محمود الشيرازي
نجم الدين محمود الشيرازي (ت. 730 هـ / 1330 م) هو نجم الدين بن ضياء الدين محمود بن إلياس الشيرازي، طبيب، من أهل شيراز، إيران، وتوفي هناك. له «الحاوي في علم التداوي» ، نسخة مخطوطة منه في الشستربتي.